# Vuelo 858 de Korean Air
El Vuelo 858 de Korean Air fue un Boeing 707 con registro HL-7406 que cubría el vuelo entre los aeropuertos de Bagdad, Irak y Gimpo en Corea del Sur con escalas en el Aeropuerto Internacional de Abu Dabi, Emiratos Árabes Unidos y el Aeropuerto Internacional Don Mueang de Tailandia. El vuelo se estrelló el 29 de noviembre de 1987 tras la explosión de una bomba durante el viaje sobre el Mar de Andamán, matando a las 115 personas a bordo.
La bomba fue puesta por dos agentes norcoreanos (uno se suicidaría en el momento de su captura, la otra fue capturada y acabaría colaborando con Corea del Sur). La orden del atentado habría sido "redactada personalmente" por Kim Jong-il, hijo del entonces dictador de Corea del Norte Kim Il-sung, quien había querido desestabilizar las próximas elecciones parlamentarias de Corea del Sur de 1988 y asustar a los equipos deportivos internacionales para que no asistieran a los Juegos Olímpicos de Seúl 1988.

## Causa
Dos agentes norcoreanos habían abordado el avión en Bagdad y se habían marchado durante su parada en el Aeropuerto Internacional de Abu Dhabi habiendo dejado una bomba con temporizador en uno de los compartimentos elevados. Fueron detenidos cuando ellos intentaban dejar Baréin usando pasaportes japoneses falsos. Al ser capturados, los sospechosos tragaron cápsulas de cianuro. El hombre, más tarde identificado como Kim Sung-il de 70 años, murió al instante, la sospechosa, Kim Hyon-hui de 26 años, sobrevivió. 
Según lo tratado en una reunión de Consejo de Seguridad de Naciones Unidas, el 15 de diciembre de 1987 Kim Hyon-hui es llevada a Seúl donde se repuso del veneno y después dio declaraciones públicas y a la prensa internacional.

## Declaraciones
Kim Hyon-hui reconoció ser agente de espionaje de Corea del Norte al conocer de la vida en Corea del Sur comprendió que había sido "explotada como un instrumento para actividades norcoreanas terroristas", e hizo una confesión detallada y voluntaria, en la que explicó la secuencia de sus viajes bajo la dirección de agentes norcoreanos de Pionyang vía Moscú, Budapest, Viena, Belgrado, llegando a Bagdad. El camino para la fuga debía ser de Abu Dhabi vía Roma, pero fue desviado a Baréin debido a complicaciones de visado.
En enero de 1988, Kim Hyon-hui anunció en una rueda de prensa llevada a cabo por la agencia para el planeamiento de la seguridad nacional, la agencia de servicios secretos surcoreana, que ella y su compañero habían dejado una radio que contenía 350 gramos de C-4 (explosivo) y una botella de licor que contenía aproximadamente 700 ml de explosivo (PLX) en uno de los compartimientos de arriba de la cabina de pasajeros del avión.

## Propósitos del atentado

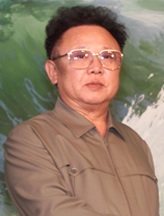
Kim Jong-il, dictador de Corea del Norte entre 1994 y 2011, y autor intelectual del atentado.

Kim Hyon-hui expresó remordimiento en sus acciones y pidió el perdón de las familias de los que habían muerto. También declaró ser solicitada para el atentado, por el hijo del dictador norcoreano Kim Il-sung, que tenía previsto desestabilizar al gobierno de Corea del Sur e interrumpir elecciones próximas y sabotear a los turistas y equipos deportivos de visitar los Juegos Olímpicos de Seúl 1988.
En 1989 Kim Hyon-hui es condenada a muerte pero fue perdonada por el presidente Roh Tae-woo. En 1993, publicó el libro Las lágrimas de mi alma (The Tears of My Soul), en el que cuenta cómo la entrenaron mientras era una agente de espionaje norcoreana y los detalles del atentado al vuelo 858 de Korean Air. En un gesto de la contrición para su crimen, ella donó todos los ingresos de este libro a las familias de las víctimas del vuelo 858. Actualmente vive en Corea del Sur protegida por los servicios secretos de ese país de posibles represalias norcoreanas.

## Acusaciones
El Departamento de Estado de los Estados Unidos se refiere específicamente al atentado al vuelo 858 como “acto terrorista”, y hasta 2008 señaló a Corea del Norte acusándola de ser patrocinador del terrorismo de Estado, basado en los resultados de la investigación surcoreana.
La acción fue discutida largamente en por lo menos dos reuniones del Consejo de Seguridad de las Naciones Unidas donde las declaraciones y la evidencia fueron contundentes y comunicadas a la opinión pública, pero no se aprobó ninguna fuerte resolución.